# أنتوني مكبارلاند
أنتوني مكبارلاند (بالإنجليزية: Anthony McParland)‏ هو لاعب كرة قدم بريطاني في مركز الدفاع، ولد في 20 سبتمبر 1982 في روثرجلين ‏ في المملكة المتحدة. شارك مع منتخب اسكتلندا تحت 21 سنة لكرة القدم. أما مع النوادي، فقد لعب مع كوين أوف ساوث ونادي بارنسلي ونادي سلتيك ونادي ليفينغستون وويكمب وندررز.

## وصلات خارجية
- أنتوني مكبارلاند على موقع Soccerbase.com (لاعب) (الإنجليزية)